# Aeroportul Vilhelmina
Aeroportul Vilhelmina (IATA: VHM, ICAO: ESNV) este un aeroport din Comuna Vilhelmina, Västerbottens län, Suedia ce deservește zona Vilhelminamål⁠(d). Aeroportul a fost tranzitat în 2022 de 10.397 de pasageri.
Situat la o altitudine de 347 m, aeroportul dispune de 1 pistă. Este operat de Comuna Vilhelmina.

## Infrastructură

### Piste
Aeroportul dispune de o singură pistă. Pista 10/28 are suprafața de asfalt și dimensiunile 1.502 m × 30 m. 